# Verdejo
Le verdejo est un cépage blanc autorisé dans de nombreuses AOC espagnoles. Il fait la renommée des blancs secs à boire jeune de l'AOC Rueda, communauté autonome de Castille-et-León : Le Rueda contient au moins 50 % de verdejo, le Rueda verdejo en contient au moins 85 % et est souvent en mono cépage. Ces vins sont en termes de volume en tête des blancs espagnols (2015). 
Le Verdejo est un cépage blanc de raisin de cuve qui est cultivée depuis longtemps dans la région de Rueda en Espagne. Le Verdejo était généralement utilisé pour produire un vin fortement oxydé, semblable au Sherry.
Au milieu du XXe siècle, le verdejo a failli disparaître sans l'intervention du viticulteur local Ángel Rodríguez Vidal (Bodega Martinsancho), qui a opté pour ce cépage et a contribué à rétablir son importance dans la région. En reconnaissance de son travail, il a été décoré de la Croix de l'Ordre du Mérite Agricole par le Roi Juan Carlos Ier d'Espagne.
Dans les années 1970, l'entreprise viticole Marqués de Riscal a commencé à développer un style de vin blanc plus frais à base de Verdejo, avec l'aide de l'œnologue français Émile Peynaud. En 1980, les vins blancs de la région de Rueda ont été reconnus par une Denominación de Origen (DO).

## Origine
Le verdejo serait issu, sur la base de son ADN, d'un croisement entre le savagnin et la castellana blanca. 
Son origine géographique est inconnue. Il aurait été planté au XIe siècle (sous Alphonse VI) dans le haut Duero par les migrants Cantabres, Vascones et les Mozarabes.  
Les vins de la Rueda sont à 70% consommés en Espagne, le solde est exporté. 

## Vinification
Il donne des vins blancs secs faciles à boire, impression trompeuse de légèreté, de 11.5 à 14°. Mais pour autant nerveux et minéraux. Ces vins bon marché sont à boire froid (6°C), des vins d'été avec des tapas sans conséquences.

## Risque de confusion
Les synonymes de verdejo sont: Albillo de nava, Botón de Gallo blanco, Boto de Gall, Verdeja, verdejo blanco en France, verdello en Italie. Son ADN serait le même que le planta fina de la région de Valence.
Il existe d'autres cépages de la province de Salamanca nommés verdejo et génétiquement distincts :
- Le verdejo serrano (synonyme rufete branca, variété presque éteinte de la Sierra de Francia, improprement nommé rufete) ;
- Le verdejo de Salamanca ;

et
- Le verdelho cultivé au Portugal continental et à Madère. Il est l'ancêtre des cultivars des Açores (Arinto dos Açores et Terrantez do Pico), lui aussi descendance du Savagnin[11],[12] ;
- Le cépage italien Verdicchio.